# Дубонт (река)
Дубонт (англ. Dubawnt River) — река на северо-западе Канады, правый приток реки Телон.
Река Дубонт берёт начало в цепочке озёр в Северо-Западных территориях в 120 км к северо-востоку от озера Атабаска. Течёт на северо-восток через озёра Уолдайа, Бойд, Барлоу, Николсон, Дубонт, Грант, Уортон, Марьори, Беверли в реку Телон (бассейн Гудзонова залива). Длина реки — 842 км, площадь бассейна — 57 500 км². Паводок весенний, минимальный уровень воды в реке — в конце лета. Озеро Дубонт, покрытое льдом большую часть лета, является северной границей леса на речном пути.
Река открыта Самюэлем Хирном в 1770 году и лишь в 1893 году полностью исследована Джозефом Тирреллом.
Название реки в переводе означает «берег воды», скорее всего имеется в виду вода между берегом и льдом поздней весной.